# فيرين
بلدية فيرين (بالإسبانية: Verín) هي بلدية تقع في مقاطعة أورينسي التابعة لمنطقة غاليسيا شمال غرب إسبانيا.

## الديموغرافيا
بلغ عدد سكان بلدية فيرين 14.633 نسمة عام 2011 (وفقاً للمعهد الوطني للإحصاء الإسباني).
| 12.271 | 12.765 | 13.475 | 13.706 | 13.991 | 14.391 | 14.633 |

## أعلام
- لويس رودريغيز فاز